# Liste der Paderborner Domprediger

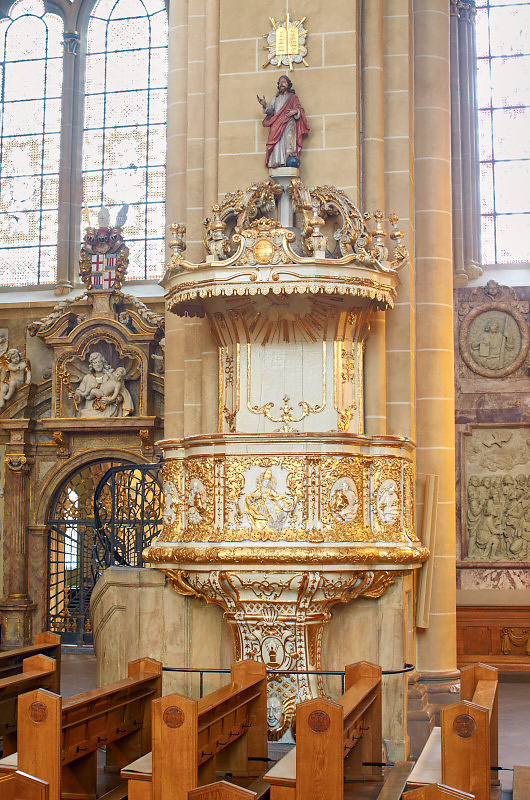
Die Paderborner Domkanzel von 1736

Am Paderborner Dom waren als Domprediger tätig:
| Name                                                         | von              | bis                                                                           |  |
| ------------------------------------------------------------ | ---------------- | ----------------------------------------------------------------------------- |  |
| Christian HalverSJ                                           | 1580             | 1580                                                                          |  |
|                                                              |                  |                                                                               |  |
| Leonhard Ruben SJ                                            | 1580             | 1582                                                                          |  |
|                                                              |                  |                                                                               |  |
| Friedrich Spee SJ                                            | 1623?/1629?      | 1626?/1630?                                                                   |  |
|                                                              |                  |                                                                               |  |
| Ab Anfang des 17. Jahrhunderts Kapuziner; vor 1892 Jesuiten. |                  |                                                                               |  |
|                                                              |                  |                                                                               |  |
| Heinrich Drüke * 1776 in Alfen                               | 1807             | ? († 1844)                                                                    |  |
| Joseph Strider * 1786 in Paderborn, Philosophieprofessor     | vor 1821         | nach 1844 († 1857)                                                            |  |
| Robert Degenhardt * 31. Mai 1810 in Erfurt                   | 22. Februar 1855 | ?                                                                             |  |
| Peter Roh SJ                                                 | 1858             | 1863                                                                          |  |
| Bernhard Rive SJ                                             | 1860er-Jahre     |                                                                               |  |
|                                                              |                  |                                                                               |  |
| Dominikus Kottmann OFM                                       | 1891             | ?                                                                             |  |
| Facundus Blumenkemper OFM                                    | 1903             | 1906                                                                          |  |
|                                                              |                  |                                                                               |  |
| Romanus Bange OFM                                            | 1910             | 1932 (mit kriegsbedingter Unterbrechung 1915–1918)                            |  |
| Thaddäus Soiron OFM                                          | 1915             | 1918                                                                          |  |
|                                                              |                  |                                                                               |  |
| Eliseus Füller OFM                                           | 1934             |                                                                               |  |
| Dietmar Westemeyer OFM                                       | 1939             | 1949 (1949–1955 und 1961–1967 Provinzial der Sächsischen Franziskanerprovinz) |  |
| kein Domprediger                                             | 1950             |                                                                               |  |
|                                                              |                  |                                                                               |  |
| Hildebrand Kokenge OFM                                       | 1953             | 1955                                                                          |  |
| Konstantin Pohlmann OFM                                      | 1955             | ? (1967–1973 Provinzial der Sächsischen Franziskanerprovinz)                  |  |
|                                                              |                  |                                                                               |  |
| Bernhard Langemeyer OFM                                      | 1963             | 1970                                                                          |  |